# Rodolfo Hernández Gómez
Rodolfo Hernández Gómez (Cartago, 28 de marzo de 1950) es un pediatra y político costarricense. Director del centro médico especializado en cuidados pediátricos, el Hospital Nacional de Niños, entre 2001 y 2014. Fue elegido candidato presidencial del Partido Republicano Social Cristiano para las elecciones presidenciales de 2018.

## Biografía
Nació en Cartago, el 28 de marzo de 1950, hijo del abogado Humberto Hernández Piedra y la agricultora Anita Gómez Monge. Cursó la secundaria en el Colegio Saint Francis de Moravia y medicina en la Universidad de Costa Rica especializándose en pediatría en el Hospital de Niños y en enfermedades renales en Baylor College of Medicine de Houston. Se casó con Marcelle de Mezerville y es padre de cinco hijas: Marcela, Laura, Milena, Viviana y Ericka. Es miembro de la Logia Masónica de Costa Rica.
Fue jefe de internos y residentes del Hospital Nacional de Niños entre 1979 y 1981. En 1999 fue jefe interino del servicio de nefrología y coordinador de la sala de hemodiálisis.
Fue miembro del comité ejecutivo de la Asociación Latinoamericana de Pediatría de 1984 a 1995. Ejerció como director de la cátedra de pediatría de la Universidad de Ciencias Médicas (UCIMED) entre 1989 y el año 2000. A partir del 1 de febrero del 2000 hasta el 28 de febrero del 2001 fue subdirector del HNN asumiendo el cargo de director el 1 de marzo de ese mismo año.
Ha sido presidente de la Asociación Costarricense de Pediatría y de la Federación Centroamericana de Pediatras, profesor invitado y conferencista en la Universidad de Virginia y para el Servicio de nefrología del Hospital de Niños de Houston.
Inscribió su precandidatura como aspirante presidencial para las elecciones del 2014 por el opositor Partido Unidad Social Cristiana, uno de los partidos tradicionales del país y uno de los principales de la oposición, dentro de la tendencia Convergencia Calderonista, cercana al expresidente Rafael Calderón Fournier ganando en las primarias. Solicitó un permiso sin goce de salario de su cargo como director para abocarse a su campaña, el cual fue aceptado.
Durante la campaña causó polémica su solicitud al comité ejecutivo de su partido de que le pagaran un salario de 7 millones de colones mensuales (más del salario que recibe el presidente de la República) por ser candidato. Ante las críticas y cuestionamientos Herández afirmó que fomentaría un proyecto para que se le pagara salario a los candidatos presidenciales. El TSE afirmó que tal cosa es innecesaria ya que la jurisdicción electoral permite a los partidos, que así lo deseen, pagarle un salario a los candidatos y cobrarlo como parte de la deuda política.
El 3 de octubre del 2013 renuncia a la candidatura por medio de una carta donde pedía a los medios que no lo buscaran y asegurando que su retiro se debe a traiciones y roces con enemigos internos.
El 5 de octubre, tras una marcha de simpatizantes, echa atrás en su decisión y regresa a la campaña.
El 9 de octubre presentó su carta de renuncia.

## Estudios
- Licenciatura en Medicina y cirugía, Universidad de Costa Rica.
- Especialidad en pediatría en el Hospital Nacional de Niños.
- Especialidad en enfermedades renales en Baylor College, Estados Unidos.
- Capacitación en disminución de la mortalidad infantil cursados en Japón.
- Capacitación en administración hospitalaria moderna cursados en Israel.
- Programa de Alta Gerencia del INCAE.
- Posgrado de gerencia de administración avanzada del INCAE.